# Tyler Kelleher
Tyler Kelleher (* 2. Januar 1995 in Longmeadow, Massachusetts) ist ein US-amerikanischer Eishockeyspieler, der seit Juli 2024 bei Djurgårdens IF aus der schwedischen HockeyAllsvenskan unter Vertrag steht und dort auf der Position des Centers spielt. Zuvor verbrachte Kelleher unter anderem eine Spielzeit beim ERC Ingolstadt aus der Deutschen Eishockey Liga (DEL).

## Karriere
Tyler Kelleher fand über das National Team Development Program des US-amerikanischen Eishockeyverbandes USA Hockey und die University of New Hampshire in der National Collegiate Athletic Association (NCAA) ins Profi-Eishockey. Bereits in seiner letzten Collegesaison absolvierte er erste Spiele für das Franchise der Milwaukee Admirals aus der American Hockey League (AHL). Nach einer Teilnahme an einem NHL-Sichtungscamp spielte er auch zu Beginn der Folgesaison für die Admirals, hatte nach gutem Start allerdings eine verletzungsbedingte Pause. Er wechselte später zum Ligarivalen Texas Stars.
Im Juni 2018 einigte sich Kelleher mit dem ERC Ingolstadt aus der Deutschen Eishockey Liga (DEL) auf einen Vertrag und verbrachte dort eine Spielzeit. Anschließend war er in den folgenden beiden Spieljahren für den IK Oskarshamn aus der Svenska Hockeyligan (SHL) aktiv, ehe er im Juli 2021 zum Ligakonkurrenten Rögle BK wechselte. Er verließ den Klub jedoch bereits im Februar des folgenden Jahres und schloss sich dem klassentieferen Traditionsklub HV71 an, mit dem der Gewinn des Meistertitels der HockeyAllsvenskan gelang und der damit verbundene Aufstieg in die SHL. Trotz des Erfolgs verließ der US-Amerikaner den Aufsteiger jedoch und gab im Mai 2022 seinen Wechsel in die finnische Liiga zu Tappara Tampere bekannt. Nach 13 Einsätzen zog es ihn im November desselben Jahres zum Ligarivalen Pelicans Lahti. Mit den Pelicans wurde Kelleher am Saisonende Vizemeister.
Trotz des Erfolgs verließ der Angreifer die Pelicans im Sommer 2023 bereits wieder und kehrte nach Schweden zurück. Dort heuerte er diesmal beim Zweitligisten Brynäs IF, dem er mit seinen Leistungen als Topscorer der Playoffs ebenfalls zum Meistertitel und der Rückkehr in die SHL verhalf. Den Gang ins schwedische Eishockey-Oberhaus machte Brynäs jedoch ohne Kelleher, der sich daraufhin zur Spielzeit 2024/25 dem Hauptstadtklub Djurgårdens IF aus der Allsvenskan anschloss.

## Erfolge und Auszeichnungen
| - 2016 Hockey East Honorable Mention All-Star Team - 2017 Hockey East First All-Star Team - 2017 NCAA East Second All-American Team - 2022 Meister der HockeyAllsvenskan und Aufstieg in die Svenska Hockeyligan mit dem HV71 - 2023 Finnischer Vizemeister mit den Pelicans Lahti | - 2024 Meister der HockeyAllsvenskan und Aufstieg in die Svenska Hockeyligan mit Brynäs IF - 2024 Topscorer der HockeyAllsvenskan-Playoffs - 2024 Bester Torschütze der HockeyAllsvenskan-Playoffs - 2024 Wertvollster Spieler der HockeyAllsvenskan-Playoffs |

### International
- 2012 Silbermedaille bei der World U-17 Hockey Challenge
- 2013 Silbermedaille bei der U18-Junioren-Weltmeisterschaft

## Karrierestatistik
Stand: Ende der Saison 2023/24

### International
Vertrat die USA bei:
- World U-17 Hockey Challenge 2012
- U18-Junioren-Weltmeisterschaft 2013

(Legende zur Spielerstatistik: Sp oder GP = absolvierte Spiele; T oder G = erzielte Tore; V oder A = erzielte Assists; Pkt oder Pts = erzielte Scorerpunkte; SM oder PIM = erhaltene Strafminuten; +/− = Plus/Minus-Bilanz; PP = erzielte Überzahltore; SH = erzielte Unterzahltore; GW = erzielte Siegtore; 1 Play-downs/Relegation; Kursiv: Statistik nicht vollständig)